# Krystal Jung
Chrystal Jung Soo Jung (hangul: 크리스탈 정), mer känd under artistnamnet Krystal, född 24 oktober 1994 i San Francisco, är en sydkoreansk-amerikansk sångerska och skådespelare.
Hon har varit medlem i den sydkoreanska tjejgruppen f(x) sedan gruppen debuterade 2009.

## Diskografi

### Soundtrack
| År   | Titel                                 | Topplacering          | Serie                     |
| År   | Titel                                 | Sydkorea (Gaon Chart) | Serie                     |
| ---- | ------------------------------------- | --------------------- | ------------------------- |
| 2009 | "Hard but Easy" (med Luna)            | —                     | Invincible Lee Pyung Kang |
| 2010 | "Spread its Wings" (med Luna & Amber) | —                     | Master of Study           |
| 2010 | "Calling Out" (med Luna)              | —                     | Cinderella's Sister       |
| 2011 | "Because of Me"                       | —                     | Sign                      |
| 2012 | "Butterfly" (med Jessica)             | 22                    | To the Beautiful You      |
| 2014 | "All of a Sudden"                     | 25                    | My Lovely Girl            |

## Filmografi

### Film
| År   | Titel           | Roll    |
| ---- | --------------- | ------- |
| 2017 | Unexpected Love | Fei Yan |

### TV-drama
| År   | Titel                                  | Kanal | Roll                      |
| ---- | -------------------------------------- | ----- | ------------------------- |
| 2010 | More Charming By The Day               | MBC   | Jung Soo-jung             |
| 2011 | Welcome to the Show                    | SBS   | cameoroll                 |
| 2011 | High Kick: Revenge of the Short Legged | MBC   | Ahn Soo-jung              |
| 2013 | The Heirs                              | SBS   | Lee Bo-na                 |
| 2014 | Potato Star 2013QR3                    | tvN   | Jung Soo-jung (cameoroll) |
| 2014 | My Lovely Girl                         | SBS   | Yoon Se-na                |
| 2016 | The Legend of the Blue Sea             | SBS   | Min-ji (cameoroll)        |
| 2017 | Bride of the Water God 2017            | tvN   | He-ra                     |